# 라파옐 치미시캰
라파엘 아르카데비치 치미시키안(러시아어: Рафаэль Аркадьевич Чимишкян, 조지아어: რაფაელ ჩიმიშკიანი, 1929년 3월 23일 ~ 2022년 9월 25일)은 소련의 역도 선수이다.

## 생애 및 선수 경력
치미시키안은 조지아 트빌리시에서 태어나 1946년에 역도를 시작하였다.
치미시키안은 자신의 생애 첫 대회였던 1949년 소련 역도 선수권 대회에 출전하여 밴텀급 (56 kg)에서 금메달을 획득하였다. 그는 1950년 세계 역도 선수권 대회에서 은메달을 획득한 후 페더급 (60 kg)으로 체급을 조정하였다. 그는 세계 역도 선수권 대회에서 2연패(1954, 1955)를 차지하였다.
치미시키안은 1952년 하계 올림픽에서 올림픽 금메달을 획득하였다. 그는 자신의 선수 경력 동안 10개의 세계 기록을 세웠다.
선수 생활을 마감한 후, 국제 역도 심판으로 일하고 조지아 역도 연맹에서 활동하였다. 그는 나중에 조지아 역도 연맹 명예 부회장이 되었다.
치미시키안은 21세기 조지아 최고의 역도 선수로 선정되었다.